# Liste von Sprengstoffanschlägen im Jahr 2005
Die Liste von Sprengstoffanschlägen im Jahr 2005 erfasst Anschläge mit Sprengladungen und anderen Spreng- und Brandvorrichtungen gegen Einrichtungen und Ansammlungen von Menschen, die im Jahr 2005 passierten. Zu den Formen zählen unter anderem Auto- und Rucksackbomben. Siehe auch Liste von Anschlägen auf Verkehrsflugzeuge.

## Liste
| Datum    | Ereignis                                                                                           | Ort                 | Staat                  | Tote     | Verletzte | Anmerkung, Quellen                                                                     |
| -------- | -------------------------------------------------------------------------------------------------- | ------------------- | ---------------------- | -------- | --------- | -------------------------------------------------------------------------------------- |
| 2. Jan.  | Selbstmordattentate mit Autobombe auf Militärbus                                                   | Balad               | Irak                   | 26 (+2)  | 6         | [ 1 ]                                                                                  |
| 3. Jan.  | Selbstmordattentate mit Autobombe auf Kontrollpunkt                                                | Bagdad              | Irak                   | 4 (+1)   | 24        | [ 2 ]                                                                                  |
| 5. Jan.  | Selbstmordattentate mit Autobombe auf Polizeiakademie                                              | Hilla               | Irak                   | 10 (+1)  | 41        | [ 3 ]                                                                                  |
| 8. Jan.  | Granatenangriff auf Beerdigung                                                                     | Batticaloa          | Sri Lanka              | 3        | 38        | [ 4 ]                                                                                  |
| 16. Jan. | Sprengstoffanschlag auf Restaurant                                                                 | Yala                | Thailand               | 1        | 59        | [ 5 ]                                                                                  |
| 26. Jan. | Anschlag mit Autobombe auf Regierungsgebäude                                                       | Sindschar           | Irak                   | 15       | 30        | [ 6 ]                                                                                  |
| 1. Feb.  | Anschlag mit Autobombe                                                                             | Gori                | Georgien               | 3        | 20        | [ 7 ]                                                                                  |
| 8. Feb.  | Selbstmordattentat auf Militärrekruten                                                             | Bagdad              | Irak                   | 20 (+1)  | 27        | [ 8 ]                                                                                  |
| 9. Feb.  | Anschlag mit Autobombe auf Gewerbegebiet                                                           | Madrid              | Spanien                | 0        | 43        | [ 9 ]                                                                                  |
| 11. Feb. | Selbstmordattentat mit Autobombe auf Moschee                                                       | Diyala              | Irak                   | 13 (+1)  | 22        | [ 10 ]                                                                                 |
| 12. Feb. | Selbstmordattentat mit Autobombe auf Krankenhaus                                                   | Babil               | Irak                   | 18       | 21        | [ 11 ]                                                                                 |
| 13. Feb. | Granatenangriff auf Militärfahrzeug                                                                | Shopian             | Indien                 | 0        | 25        | [ 12 ]                                                                                 |
| 14. Feb. | Libanesische Bombenanschläge 2005                                                                  |                     | Libanon                | 38       | 360       |                                                                                        |
| 14. Feb. | Anschlag mit 3 Sprengsätzen auf einen Bus und ein Einkaufszentrum                                  |                     | Philippinen            | 9        | 68+       | [ 13 ] [ 14 ] [ 15 ]                                                                   |
| 17. Feb. | Anschlag mit Autobombe auf Hotel                                                                   | Narathiwat          | Thailand               | 5        | 40        | [ 16 ]                                                                                 |
| 18. Feb. | 4 Selbstmordattentate auf Moscheen und eine Beerdigung                                             | Bagdad              | Irak                   | 19 (+4)  | 78        | [ 17 ] [ 18 ]                                                                          |
| 21. Feb. | Anschlag mit Granate und Schusswaffen auf Gerichtsgebäude                                          | Sabaragamuwa        | Sri Lanka              | 3        | 38        | [ 19 ]                                                                                 |
| 24. Feb. | Selbstmordattentat mit Autobombe auf Polizeihauptquartier                                          | Tikrit              | Irak                   | 11 (+1)  | 35        | [ 20 ]                                                                                 |
| 25. Feb. | Selbstmordattentat auf Nachtclub                                                                   | Tel Aviv-Jaffa      | Israel                 | 4 (+1)   | 53        | [ 21 ]                                                                                 |
| 28. Feb. | Selbstmordattentat mit Autobombe                                                                   | Hilla               | Irak                   | 109 (+1) | 133+      | [ 22 ]                                                                                 |
| 2. Mrz.  | Selbstmordattentate mit Autobomben auf Militärrekruten                                             | Bagdad              | Irak                   | 20 (+2)  | 30 (+2)   | [ 23 ] [ 24 ]                                                                          |
| 7. Mrz.  | Selbstmordattentat mit Autobombe                                                                   | Balad               | Irak                   | 15 (+1)  | 23        | [ 25 ]                                                                                 |
| 9. Mrz.  | Selbstmordattentat mit Schusswaffen und Autobomben auf Landwirtschaftsministerium                  | Bagdad              | Irak                   | 2 (+2)   | 30        | [ 26 ]                                                                                 |
| 10. Mrz. | Selbstmordattentat auf Moschee                                                                     | Mossul              | Irak                   | 46 (+1)  | 80        | [ 27 ]                                                                                 |
| 17. Mrz. | Sprengstoffanschlag auf Zivilisten                                                                 | Kandahar            | Afghanistan            | 5        | 32        | [ 28 ]                                                                                 |
| 19. Mrz. | Selbstmordattentat auf Schrein                                                                     | Punjab              | Pakistan               | 50 (+1)  | ~40       | [ 29 ]                                                                                 |
| 7. Apr.  | Sprengstoffanschlag auf Tempel                                                                     | Nepalganj           | Nepal                  | 0        | 25        | [ 30 ]                                                                                 |
| 11. Apr. | Selbstmordattentat mit Autobombe auf Kontrollpunkt                                                 | Samarra             | Irak                   | 3 (+1)   | 27        | [ 31 ]                                                                                 |
| 14. Apr. | Selbstmordattentat mit 2 Autobomben auf Innenministerium und US-Soldaten                           | Bagdad              | Irak                   | 18 (+2)  | 24        | [ 32 ]                                                                                 |
| 19. Apr. | Selbstmordattentat mit Autobombe auf Militärgebäude                                                | Bagdad              | Irak                   | 5 (+1)   | 20        | [ 33 ]                                                                                 |
| 22. Apr. | Anschlag mit Autobombe auf Moschee                                                                 | Bagdad              | Irak                   | 9        | 28        | [ 34 ]                                                                                 |
| 23. Apr. | Selbstmordattentat mit Autobombe auf Soldaten                                                      | al-Anbar            | Irak                   | 9 (+1)   | 20        | [ 35 ]                                                                                 |
| 24. Apr. | Anschlag mit 2 Autobomben auf Polizeiakademie                                                      | Tikrit              | Irak                   | 6        | 26        | [ 36 ]                                                                                 |
| 30. Apr. | Selbstmordattentat mit Autobombe auf Polizisten                                                    | Baquba              | Irak                   | 4 (+1)   | 20        | [ 37 ]                                                                                 |
| 1. Mai   | Selbstmordattentat mit Autobombe auf Beerdigung                                                    | Tal Afar            | Irak                   | 25       | 30        | [ 38 ]                                                                                 |
| 4. Mai   | Selbstmordattentat auf Polizeirekrutierungszentrum                                                 | Erbil               | Irak                   | 59 (+1)  | 150       | [ 39 ]                                                                                 |
| 6. Mai   | Selbstmordattentat mit Autobombe auf Markt                                                         | Wasit               | Irak                   | 58 (+1)  | 44        | [ 40 ]                                                                                 |
| 7. Mai   | Sprengstoffanschläge auf Handels- und Einkaufszentren                                              | Rangun              | Myanmar                | 19       | 162       | [ 41 ] [ 42 ] [ 43 ]                                                                   |
| 7. Mai   | Selbstmordattentate mit 2 Autobomben auf Konvoi                                                    | Bagdad              | Irak                   | 22       | 35        | [ 44 ]                                                                                 |
| 7. Mai   | Selbstmordattentat mit Autobombe auf US-Soldaten vor einem Krankenhaus                             | al-Anbar            | Irak                   | 4 (+?)   | 99        | [ 45 ]                                                                                 |
| 11. Mai  | Selbstmordattentat mit Autobombe auf Polizeistation                                                | Bagdad              | Irak                   | 3 (+1)   | 99        | [ 46 ]                                                                                 |
| 11. Mai  | Anschlag mit Autobombe auf Klinik                                                                  | Srinagar            | Indien                 | 5 (+3)   | 36        | [ 47 ]                                                                                 |
| 11. Mai  | Selbstmordattentat mit Autobombe auf Tagelöhner                                                    | Tikrit              | Irak                   | 28       | 60        | [ 48 ]                                                                                 |
| 11. Mai  | Selbstmordattentat auf Rekrutierungszentrum                                                        | Hawidscha           | Irak                   | 30 (+1)  | 35        | [ 49 ]                                                                                 |
| 11. Mai  | Selbstmordattentat mit Autobomben auf Polizeistation                                               | Bagdad              | Irak                   | 6 (+?)   | 198       | [ 50 ] [ 51 ]                                                                          |
| 12. Mai  | Granatenangriff auf Missionsschule                                                                 | Srinagar            | Indien                 | 2        | 59        | [ 52 ]                                                                                 |
| 12. Mai  | Anschlag mit Autobombe auf Markt                                                                   | Bagdad              | Irak                   | 17       | 81        | [ 53 ]                                                                                 |
| 16. Mai  | Anschlag mit 2 Autobomben auf Markt und Soldaten                                                   | Bagdad              | Irak                   | 10       | 28        | [ 54 ]                                                                                 |
| 17. Mai  | Granaten- und Schusswaffenangriff auf Beerdigung                                                   | Srinagar            | Indien                 | 2        | 20        | [ 55 ]                                                                                 |
| 22. Mai  | Sprengstoffanschläge auf 2 Kinos                                                                   | Neu-Delhi           | Indien                 | 1        | 50        | [ 56 ] [ 57 ]                                                                          |
| 23. Mai  | Anschlag mit Autobombe auf Restaurant                                                              | Bagdad              | Irak                   | 8        | 110       | [ 58 ]                                                                                 |
| 23. Mai  | Selbstmordattentat mit 2 Autobomben auf Wohngebäude                                                | Tal Afar            | Irak                   | 18 (+2)  | 20        | [ 59 ]                                                                                 |
| 23. Mai  | Selbstmordattentat mit Autobombe auf Moschee                                                       | Babil               | Irak                   | 7 (+1)   | 23        | [ 60 ]                                                                                 |
| 25. Mai  | Anschlag mit Autobombe auf Zivilziele                                                              | Madrid              | Spanien                | 0        | 34        | [ 61 ]                                                                                 |
| 27. Mai  | Selbstmordattentat auf Schrein                                                                     | Islamabad           | Pakistan               | 19 (+1)  | 100       | [ 62 ]                                                                                 |
| 28. Mai  | 2 Sprengstoffanschläge auf einen Markt und eine Polizeistation                                     | Sulawesi Tengah     | Indonesien             | 22       | 60        | [ 63 ] [ 64 ]                                                                          |
| 30. Mai  | Selbstmordattentat auf Polizisten                                                                  | Hilla               | Irak                   | 31 (+3)  | 108       | [ 65 ]                                                                                 |
| 30. Mai  | Selbstmordattentat auf Moschee                                                                     | Karatschi           | Pakistan               | 2 (+3)   | 23        | [ 66 ]                                                                                 |
| 12. Jun. | Anschlag mit Autobombe auf Regierungsgebäude                                                       | Ahvaz               | Iran                   | 8        | 85        | [ 67 ]                                                                                 |
| 12. Jun. | Anschlag mit Autobombe auf Polizeicamp und Schule                                                  | Pulwama             | Indien                 | 15       | 100       | [ 68 ]                                                                                 |
| 14. Jun. | Selbstmordattentat auf Regierungsarbeiter                                                          | Kirkuk              | Irak                   | 19 (+1)  | 65        | [ 69 ]                                                                                 |
| 19. Jun. | Anschlag mit Landminen, Gewehren, Pfeil und Bogen auf Zivilziele                                   | Chhattisgarh        | Indien                 | 8        | 100       | [ 70 ]                                                                                 |
| 19. Jun. | Selbstmordattentat auf Restaurant                                                                  | Bagdad              | Irak                   | 22 (+1)  |           | [ 71 ]                                                                                 |
| 20. Jun. | Selbstmordattentat mit Autobombe auf trainierende Verkehrspolizisten                               | Erbil               | Irak                   | 13 (+1)  | 130       | [ 72 ]                                                                                 |
| 23. Jun. | Selbstmordattentate mit Autobomben auf Moscheen, Zivilisten und eine Polizeistreife                | Bagdad              | Irak                   | 19 (+1)  | 50        | [ 73 ]                                                                                 |
| 24. Jun. | Sprengstoffanschlag auf Fabrikgelände                                                              | Kocaeli             | Türkei                 | 0        | 20        | [ 74 ]                                                                                 |
| 2. Jul.  | Selbstmordattentat mit Autobombe auf Polizeirekruten                                               | Bagdad              | Irak                   | 19 (+1)  | 21        | [ 75 ]                                                                                 |
| 2. Jul.  | Selbstmordattentat auf Polizeirekruten                                                             | Hilla               | Irak                   | 6 (+2)   | 26        | [ 76 ]                                                                                 |
| 3. Jul.  | Selbstmordattentate auf Veranstaltung und Restaurant                                               | Babil               | Irak                   | 7 (+2)   | 31        | [ 77 ]                                                                                 |
| 6. Jul.  | Sprengstoffanschlag auf Markt                                                                      | Hilla               | Irak                   | 13       | 27        | [ 78 ]                                                                                 |
| 6. Jul.  | 2 Autobombenanschläge                                                                              | Babil               | Irak                   | 11       | 30        | [ 79 ] [ 80 ]                                                                          |
| 7. Jul.  | Terroranschläge am 7. Juli 2005 in London                                                          | London              | Vereinigtes Königreich | 52 (+4)  | 784       | Selbstmordattentate auf drei U-Bahnen und einen Doppeldeckerbus.                       |
| 7. Jul.  | Mörserangriff auf Regierungsgebäude                                                                | Mossul              | Irak                   | 3        | 64        | [ 85 ]                                                                                 |
| 10. Jul. | Selbstmordattentat auf Militärrekruten                                                             | Bagdad              | Irak                   | 24 (+1)  | 47        | [ 86 ]                                                                                 |
| 12. Jul. | Selbstmordattentat auf Einkaufszentrum                                                             | Netanja             | Israel                 | 2 (+1)   | 40        | [ 87 ]                                                                                 |
| 13. Jul. | Selbstmordattentat mit Autobombe auf US-Soldaten                                                   | Bagdad              | Irak                   | 28 (+1)  | 70        | [ 88 ]                                                                                 |
| 15. Jul. | Anschlag mit Autobombe auf Soldaten                                                                | Bagdad              | Irak                   | 3        | 36        | [ 89 ]                                                                                 |
| 16. Jul. | Selbstmordattentat auf Tankstelle nahe einer Moschee                                               | Babil               | Irak                   | 53 (+1)  | 82        | [ 90 ]                                                                                 |
| 16. Jul. | Selbstmordattentat mit Autobombe auf Militärstützpunkt                                             | Bagdad              | Irak                   | 7 (+1)   | 20        | [ 91 ]                                                                                 |
| 19. Jul. | Sprengstoffanschlag auf Polizeifahrzeug                                                            | Snamenskoje         | Russland               | 15       | 24        | [ 92 ]                                                                                 |
| 20. Jul. | Selbstmordattentat auf Militärrekrutierungszentrum                                                 | Bagdad              | Irak                   | 7 (+1)   | 25        | [ 93 ]                                                                                 |
| 23. Jul. | 3 Selbstmordattentate mit Autobomben auf Hotels und Touristen                                      | Scharm asch-Schaich | Ägypten                | 88 (+3)  | 110       | [ 94 ]                                                                                 |
| 24. Jul. | Selbstmordattentat mit Autobombe auf Polizeistation                                                | Bagdad              | Irak                   | 22 (+1)  | 30        | [ 95 ]                                                                                 |
| 24. Jul. | Sprengstoffanschlag auf Pendlerzug                                                                 | Dagestan            | Russland               | 1        | 40        | [ 96 ]                                                                                 |
| 25. Jul. | Selbstmordattentat mit Autobombe auf Polizeihauptquartier                                          | Bagdad              | Irak                   | 2 (+1)   | 25        | [ 97 ]                                                                                 |
| 25. Jul. | Granatenangriffe auf Hotel                                                                         | Jijiga              | Äthiopien              | 5        | 31        | [ 98 ] [ 99 ] [ 100 ]                                                                  |
| 27. Jul. | Mörserangriff auf Bushaltestelle                                                                   | Bagdad              | Irak                   | 3        | 37        | [ 101 ]                                                                                |
| 28. Jul. | Eisenbahnunfall von Harpalganj                                                                     | Uttar Pradesh       | Indien                 | 14       | 62        | [ 102 ] [ 103 ]                                                                        |
| 29. Jul. | Selbstmordattentat auf Polizeirekruten                                                             | Ninawa              | Irak                   | 43 (+1)  | 57        | [ 104 ]                                                                                |
| 30. Jul. | Selbstmordattentat mit Autobombe auf Polizeistreife                                                | Bagdad              | Irak                   | 4 (+1)   | 20        | [ 105 ]                                                                                |
| 9. Aug.  | Sprengstoffanschlag auf Bushaltestelle                                                             | Karimnagar          | Indien                 | 0        | 20        | [ 106 ]                                                                                |
| 13. Aug. | Sprengstoffanschlag auf Schrein                                                                    | Chittagong          | Bangladesch            | 1        | 80        | [ 107 ]                                                                                |
| 15. Aug. | Mörserangriff auf Innenministerium                                                                 | Bagdad              | Irak                   | 0        | 20        | [ 108 ]                                                                                |
| 17. Aug. | Anschlagsserie in Bangladesch 2005                                                                 |                     | Bangladesch            | 2        | 115+      | Etwa 500 Bombenanschläge in 30 Minuten an 300 Orten in 63 der 64 Distrikte des Landes. |
| 17. Aug. | Anschlag mit 3 Autobomben auf eine Bushaltestelle, ein Krankenhaus und eintreffende Rettungskräfte | Bagdad              | Irak                   | 43       | 88        | [ 110 ] [ 111 ] [ 112 ]                                                                |
| 23. Aug. | Selbstmordattentat auf Koordinationszentrum                                                        | Baquba              | Irak                   | 7 (+1)   | 20        | [ 113 ]                                                                                |
| 28. Aug. | Selbstmordattentat auf Bushaltestelle                                                              | Beʾer Scheva        | Israel                 | 0 (+1)   | 48        | [ 114 ]                                                                                |
| 31. Aug. | Mörserangriff auf Schrein                                                                          | Bagdad              | Irak                   | 3        | 36        | [ 115 ]                                                                                |
| 4. Sep.  | Militärfahrzeug fährt über Landmine                                                                | Chhattisgarh        | Indien                 | 24       | 3         | [ 116 ]                                                                                |
| 4. Sep.  | Granatenangriffe und Steinwürfe auf Polizisten                                                     | Belfast             | Vereinigtes Königreich | 0        | 50        | [ 117 ]                                                                                |
| 14. Sep. | Sprengstoffanschläge auf Zivilziele                                                                | Bagdad              | Irak                   | 160      | 542+      | [ 118 ]                                                                                |
| 16. Sep. | Selbstmordattentat mit Autobombe auf Moschee                                                       | Tuz Churmatu        | Irak                   | 10       | 21        | [ 119 ]                                                                                |
| 17. Sep. | Selbstmordattentat mit Autobombe auf Markt                                                         | Diyala              | Irak                   | 30       | 38        | [ 120 ]                                                                                |
| 22. Sep. | 2 Sprengstoffanschläge auf ein Denkmal und einen Markt                                             | Lahore              | Pakistan               | 6        | 40        | [ 121 ]                                                                                |
| 23. Sep. | Selbstmordattentat mit Autobombe                                                                   | Bagdad              | Irak                   | 7 (+1)   | 20        | [ 122 ]                                                                                |
| 25. Sep. | Selbstmordattentat mit Motorradbombe auf Markt                                                     | Hilla               | Irak                   | 2 (+1)   | 36        | [ 123 ]                                                                                |
| 26. Sep. | Selbstmordattentat mit Autobombe auf in einem Bus reisende Mitarbeiter des Ölministeriums          | Bagdad              | Irak                   | 7 (+1)   | 30        | [ 124 ]                                                                                |
| 27. Sep. | Selbstmordattentat auf Polizeirekruten                                                             | Baquba              | Irak                   | 7 (+1)   | 23        | [ 125 ]                                                                                |
| 28. Sep. | Selbstmordattentat auf Militärrekruten                                                             | Tal Afar            | Irak                   | 5 (+1)   | 30        | [ 126 ]                                                                                |
| 28. Sep. | Selbstmordattentat mit Autobombe auf Militärtrainingszentrum                                       | Kabul               | Afghanistan            | 9 (+1)   | 28        | [ 127 ]                                                                                |
| 29. Sep. | 3 Selbstmordattentate mit Autobomben auf einen Gemüsemarkt und eine Moschee                        | Salah ad-Din        | Irak                   | 62 (+3)  | 70        | [ 128 ]                                                                                |
| 29. Sep. | Granatenangriff                                                                                    | Srinagar            | Indien                 | 0        | 20        | [ 129 ]                                                                                |
| 30. Sep. | Selbstmordattentat mit Autobombe auf Markt                                                         | Hilla               | Irak                   | 10 (+1)  | 30        | [ 130 ]                                                                                |
| 1. Okt.  | Anschlag von Bali 2005                                                                             | Jimbaran, Kuta      | Indonesien             | 20 (+3)  | 100       | 3 Selbstmordattentate                                                                  |
| 5. Okt.  | Sprengstoffanschlag auf Moschee                                                                    | Hilla               | Irak                   | 25       | 87        | [ 133 ]                                                                                |
| 5. Okt.  | Selbstmordattentat mit Autobombe auf Markt                                                         | Tal Afar            | Irak                   | 24 (+1)  | 36        | [ 134 ]                                                                                |
| 15. Okt. | Sprengstoffanschlag auf Markt                                                                      | Ahvaz               | Iran                   | 4        | 102       | [ 135 ]                                                                                |
| 26. Okt. | Selbstmordattentat auf Markt                                                                       | Chadera             | Israel                 | 5 (+1)   | 25        | [ 136 ]                                                                                |
| 29. Okt. | Sprengstoffanschläge auf Märkte                                                                    | Neu-Delhi           | Indien                 | 55       | 155       | [ 137 ]                                                                                |
| 31. Okt. | Anschlag mit Autobombe auf Zivilisten                                                              | Basra               | Irak                   | 20       | 50        | [ 138 ]                                                                                |
| 1. Nov.  | Anschlag mit Autobombe auf Sicherheitskräfte                                                       | Şemdinli            | Türkei                 | 0        | 23        | [ 139 ]                                                                                |
| 2. Nov.  | Selbstmordattentat auf Markt                                                                       | Babil               | Irak                   | 20 (+1)  | 60        | [ 140 ]                                                                                |
| 9. Nov.  | Anschlag mit 2 Autobomben auf Polizeistation und Moschee                                           | Bagdad              | Irak                   | 5        | 25        | [ 141 ]                                                                                |
| 9. Nov.  | 4 Selbstmordattentate auf Hotels                                                                   | Amman               | Jordanien              | 57 (+4)  | 100       | [ 142 ] [ 143 ] [ 144 ]                                                                |
| 10. Nov. | Selbstmordattentat auf Restaurant                                                                  | Bagdad              | Irak                   | 34 (+1)  | 25        | [ 145 ]                                                                                |
| 12. Nov. | Anschlag mit Autobombe auf Markt                                                                   | Bagdad              | Irak                   | 4        | 24        | [ 146 ]                                                                                |
| 15. Nov. | Anschlag mit Granaten und Schusswaffen auf Kundgebung                                              | Jammu und Kashmir   | Indien                 | 2        | 60        | [ 147 ]                                                                                |
| 16. Nov. | Selbstmordattentat mit Autobombe auf Bankgebäude                                                   | Jammu und Kashmir   | Indien                 | 2        | 45        | [ 148 ]                                                                                |
| 18. Nov. | Selbstmordattentat mit Autobombe auf Hotel                                                         | Bagdad              | Irak                   | 6 (+2)   | 43        | [ 149 ]                                                                                |
| 18. Nov. | 2 Selbstmordattentate auf schiitische Moscheen                                                     | Diyala              | Irak                   | 75 (+2)  | 90        | [ 150 ]                                                                                |
| 18. Nov. | Granatenangriff auf Moschee                                                                        | Ampara              | Sri Lanka              | 4        | 25        | [ 151 ]                                                                                |
| 19. Nov. | Selbstmordattentat mit Autobombe auf Beerdigung                                                    | Diyala              | Irak                   | 36 (+1)  | 50        | [ 152 ]                                                                                |
| 19. Nov. | Anschlag mit Autobombe auf Markt                                                                   | Bagdad              | Irak                   | 13       | 20        | [ 153 ]                                                                                |
| 22. Nov. | Anschlag mit Autobombe auf Sprituosenladen                                                         | Kirkuk              | Irak                   | 22       | 28        | [ 154 ]                                                                                |
| 24. Nov. | Selbstmordattentat mit Autobombe auf Krankenhaus                                                   | Babil               | Irak                   | 31 (+1)  | 27        | [ 155 ]                                                                                |
| 29. Nov. | Selbstmordattentat auf Regierungsgebäude                                                           | Dhaka               | Bangladesch            | 8 (+2)   | 68        | [ 156 ] [ 157 ]                                                                        |
| 1. Dez.  | Selbstmordattentat auf Regierungsgebäude                                                           | Dhaka               | Bangladesch            | 1 (+1)   | 29 (+1)   | [ 158 ]                                                                                |
| 5. Dez.  | Selbstmordattentat auf Einkaufszentrum                                                             | Netanja             | Israel                 | 5 (+1)   | 40        | [ 159 ]                                                                                |
| 5. Dez.  | Selbstmordattentate auf Bibliothek und Kontrollpunkt                                               | Chittagong, Dhaka   | Bangladesch            | 6 (+2)   | 50        | [ 160 ] [ 161 ]                                                                        |
| 6. Dez.  | Selbstmordattentat auf Polizeischule                                                               | Bagdad              | Irak                   | 34 (+2)  | 72        | [ 162 ]                                                                                |
| 8. Dez.  | Selbstmordattentat auf Zivilisten                                                                  | Dhaka               | Bangladesch            | 7 (+1)   | 49 (+1)   | [ 163 ]                                                                                |
| 30. Dez. | Mörserangriff auf Café                                                                             | Bagdad              | Irak                   | 5        | 23        | [ 164 ]                                                                                |